# The Great War (Lied)

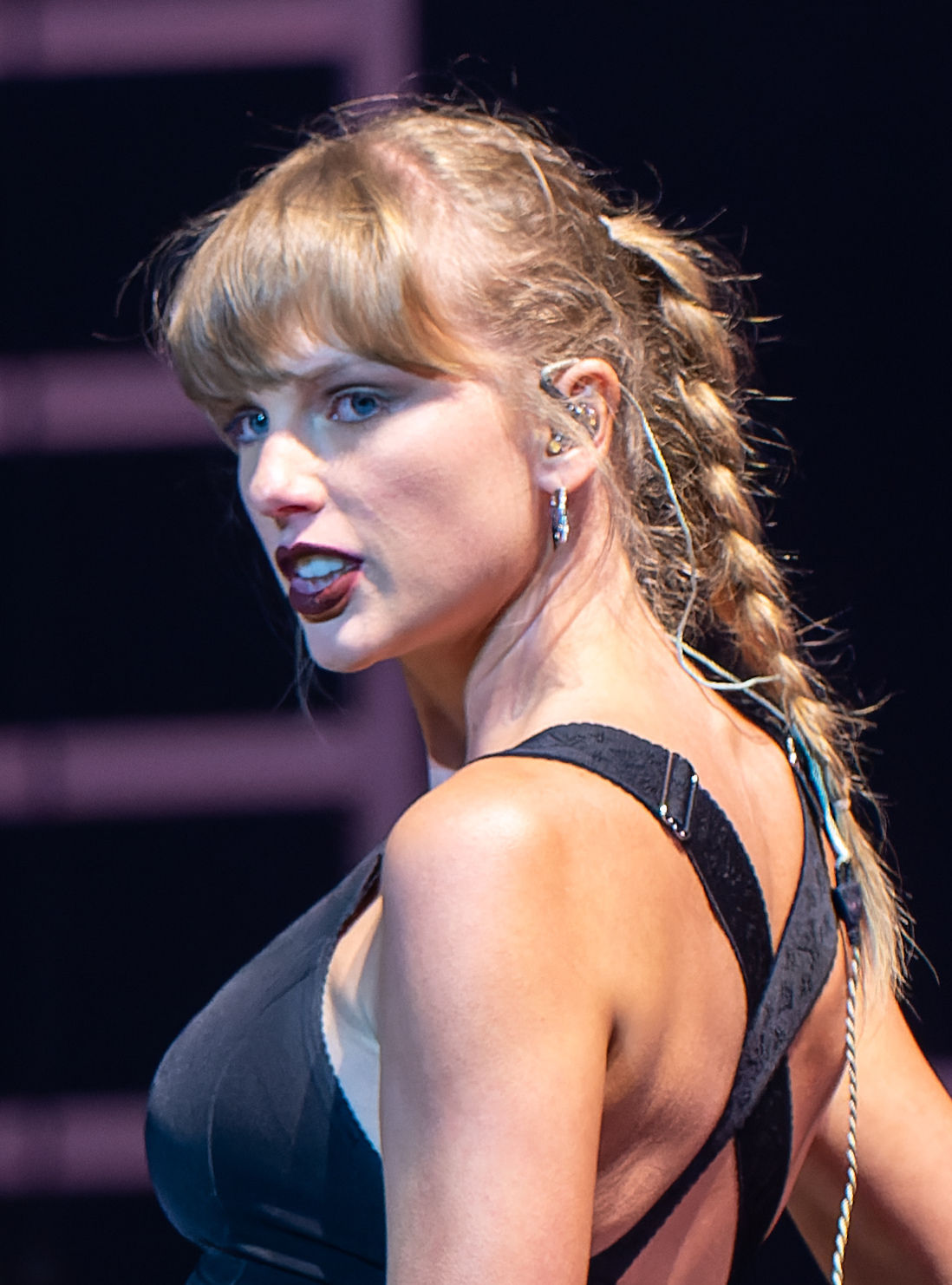
Taylor Swift (2022)

The Great War (englisch für „der Große Krieg“) ist ein Lied der US-amerikanischen Sängerin Taylor Swift, das am 21. Oktober 2022 auf der 3am Edition ihres zehnten Studioalbums Midnights erschien. Das Stück wurde von Taylor Swift und Aaron Dessner geschrieben sowie produziert und handelt von einem Liebespaar, das alle Widrigkeiten (den metaphorischen großen Krieg) überwindet und gerade deswegen noch näher zusammenkommt.

## Entstehung
The Great War ist einer von vier Songs des Albums, auf dem Taylor Swift mit dem Autor und Produzenten Aaron Dessner zusammenarbeitete, der bereits an Folklore, Evermore, Fearless (Taylor’s Version), Red (Taylor’s Version) beteiligt war.
Mitwirkende
- Songwriting – Taylor Swift, Aaron Dessner
- Produzenten – Taylor Swift, Aaron Dessner
- Abmischung – Serban Ghenea
- Keyboard, E-Gitarre, Synth-Bass – Aaron Dessner
- Drum-Programmierung, Percussion – Aaron Dessner, James McAllister
- Synthesizer, Piano – Aaron Dessner, Doveman
- Engineering – Aaron Dessner, Bella Blasko, Jonathan Low
- Additional Engineering – Doveman, Kyle Resnick
- Mastering – Randy Merrill[1]

## Inhalt

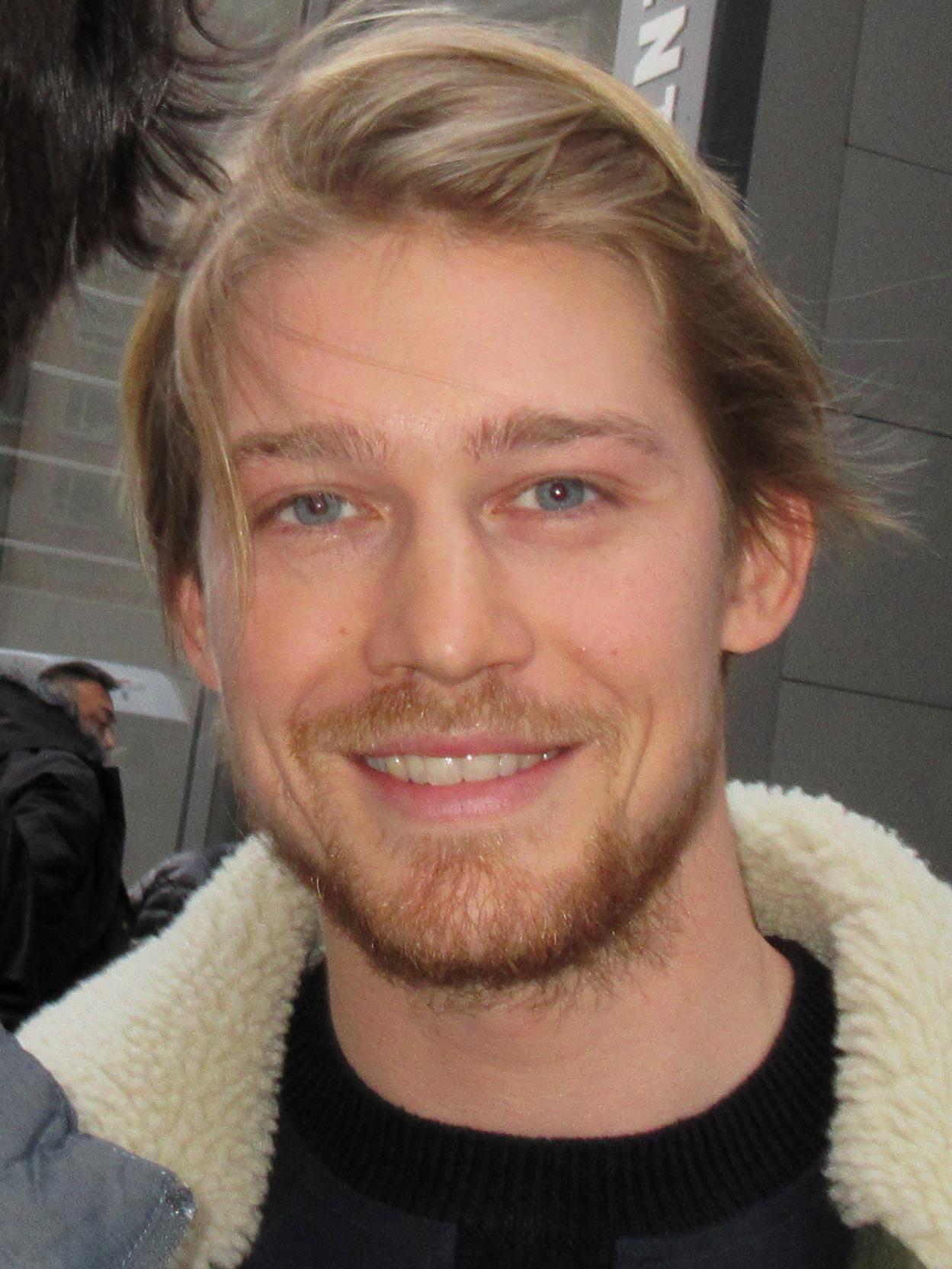
Joe Alwyn (2018)

Es wird vermutet, dass The Great War von dem Beginn der Beziehung von Taylor Swift und Joe Alwyn handelt. Taylor Swift lernte Joe Alwyn in einer schwierigen Phase in ihrem Leben kennen, in der sie sich nach einer rufschädigenden Kontroverse mit dem Rapper Kanye West aus der Öffentlichkeit zurückzog, sich erst vor kurzem von ihrem langjährigen Freund Calvin Harris getrennt hatte und in der sie nur eine kurze Beziehung mit Tom Hiddleston geführt hatte.

„All that bloodshed, crimson clove

Uh-huh, sweet dream was over

My hand was the one you reached for

All throughout the Great War

Always remember

Uh-huh tears on the letter

I vowed not to cry anymore

If we survived the Great War“

The Great War beginnt in der ersten Strophe mit einem Motiv, dass auch auf anderen Songs des Albums (z. B. Would've, Could've, Should've und Anti-Hero) zu finden ist: die Ich-Erzählerin wird in der Nacht von am Tag unterdrückten Gefühlen eingeholt. Sie redet im Schlaf und verflucht ihren Partner, während sie sich in ihrem Bett hin und her dreht. Tagsüber reibt sie sich mit ihrem Partner. Im darauffolgenden Refrain stellt sie fest, dass die süßen Träume nun vorüber sind und sie sich nun in einem blutigen großen Krieg befindet, der beiden gleichermaßen schadet. Die Ich-Erzählerin schwört ihrem Freund, sie werde aufhören zu kämpfen und zu weinen, wenn ihre Beziehung diesen „Krieg“ überstehen sollten (siehe Originalauszug). In der zweiten Strophe versucht ihr Partner der Ich-Erzählerin eine Hand zu reichen, indem er ihr in guten Absichten (gute Absichten ist hier eine Anspielung an den Grundsatz, dass Staaten in Friedensverhandlungen immer in guten Absichten handeln müssen) einen Friedensvertrag vorschlägt (you drew up some good faith treaties), was die Ich-Erzählerin aber ausschlägt und sich stattdessen weiter isoliert (I drew curtains closed). Hier wird immer offensichtlicher, dass im – Gegensatz zu vielen früheren Liedern von Taylor Swift–  hier die Ich-Erzählerin nicht von ihrem Freund schlecht behandelt wird, sondern selbst diese Situation herbeigeführt hat, da sie die Emotionalere in der Beziehung ist. Außerdem hat sie aufgrund vergangener Beziehungen (And maybe it’s the past that is talking) Probleme ihrem aktuellen Freund zu vertrauen (You said I have to trust more freely). So bestraft sie mit ihrem Habdeln ihren Freund für Dinge, die er nie getan habe (punish you for things you never did). In der Bridge erkennt die Ich-Erzählerin ihren Freund nun als einen gebrochenen und traurigen Soldaten, der auf dem gefrorenen Boden liegt und ehrenvoll zu ihr aufschaut. So entscheidet sie sich „die Truppen zurück zu rufen“ und den Krieg so zu beenden. Dennoch hätten sie in dieser Nacht fast Schluss gemacht. In Anlehnung an eine. tatsächlichen Konflikt schlägt die Ich-Erzählerin nach diesem „Friedensschluss“ vor, ein Denkmal auf dem Schlachtfeld zu errichten und in einer feierlichen Zeremonie zu gedenken. Denn der Krieg sei nicht fair gewesen, aber das Paar würde dahin nie wieder zurückkehren. In der letzten Wiederholung des Refrains bzw. im Outro singt Swift dann nicht mehr „I vowed not to cry anymore / if we survived the Great War“, sondern „I vowed I will always be yours / ’cause we survived the Great War“. Der Titel The Great War, mit dem Swift die Widrigkeiten einer Beziehung beschreibt ist im Englischen (beziehungsweise auch im Deutschen als Großer Krieg) eine Bezeichnung für den Ersten Weltkrieg, die vor allem in der Zeit vor dem Zweiten Weltkrieg gebräuchlich war.
Der Song besteht aus zwei Strophen, einem Refrain, dessen genau Formulierung jedes Mal variiert, einer Bridge und einem Outro. Der Song beginnt ohne Intro sofort mit der ersten Strophe, daraufhin folgt unmittelbar der Refrain. Dies wiederholt sich mit der zweiten Strophe. Dann folgt die Bridge, die dritte Strophe und erneut der Refrain, der durch das Outro weitergeführt und abgerundet wird.
Der Refrain ist genauso wie die Bridge achtzeilig geschrieben. Das Outro ist fünf Zeilen lang. Die Länge der Strophen variiert. Die erste ist sieben Zeilen lang, die zweite hingegen acht und die dritte nur noch vier.

## Kommerzieller Erfolg
The Great War verfehlte den Einstieg in die deutschen Singlecharts, konnte sich jedoch in der Chartwoche vom 28. Oktober 2022 auf Rang 13 der Single-Trend-Charts platzieren. In den USA belegte das Lied den 26. Platz und blieb für insgesamt vier Wochen in den Charts.

### Chartplatzierungen
| ChartsChartplatzierungen       | Höchstplatzierung | Wochen |
| ------------------------------ | ----------------- | ------ |
| Vereinigte Staaten (Billboard) | 26 (4 Wo.)        | 4      |

### Auszeichnungen für Musikverkäufe
| Land/Region                  | Auszeichnungen für Musikverkäufe (Land/Region, Auszeichnung, Verkäufe) | Verkäufe |
| ---------------------------- | ---------------------------------------------------------------------- | -------- |
| Australien (ARIA)            | Platin                                                                 | 70.000   |
| Brasilien (PMB)              | Gold                                                                   | 20.000   |
| Vereinigtes Königreich (BPI) | Silber                                                                 | 200.000  |
| Insgesamt                    | 1× Silber · 1× Gold · 1× Platin ·                                      | 290.000  |

Hauptartikel: Taylor Swift/Auszeichnungen für Musikverkäufe/Lieder